# Либерга
Либерга (словен. Liberga) је насељено место у општини Шмартно при Литији, Средњесловенска регија, Словенија.

## Историја
До територијалне реорганизације у Словенији била је у саставу старе општине Литија.

## Становништво
У попису становништва из 2011. године, Либерга је имала 67 становника.
| Број становника према пописима | Број становника према пописима | Број становника према пописима |
| ------------------------------ | ------------------------------ | ------------------------------ |
| 1991                           | 2002                           | 2011                           |
| 53                             | 54                             | 67                             |

Напомена: Године 2017. извршена је мала размена територија између насеља Либерга и Церовица.